# 氯化錫
氯化錫，化學式SnCl4，為無色發煙性液體。

## 製備
可於氯化亞錫溶液中，通入過量的氯气而製得。反應式：
{\displaystyle \ SnCl_{2}+Cl_{2}\to SnCl_{4}}

## 用途
氯化錫的蒸氣與氨及水氣混合，生成氫氧化錫及氯化銨之微粒而呈濃煙狀，軍事上用以製作煙幕彈。反應式：
{\displaystyle \ SnCl_{4}+4NH_{3}+4H_{2}O\to Sn(OH)_{4}+4NH_{4}Cl}